# Four dances in one movement
Four dances in one movement (Vier dansen in een beweging) is een compositie van Poul Ruders. De werktitel was Symphonic dance, maar Ruders wilde niet in de voetsporen treden van Symfonische dansen van Sergej Rachmaninov en gaf het dus een andere titel.
Ruders schreef het werk voor Oliver Knussen en het London Sinfonietta, dat dan ook de eerste uitvoering van het werk (nog wel onder de titel Symphonic dance) gaf op 31 januari 1985. De componist omschreef het zelf als een van zijn lichtere werken, "An entertainment for 14 players". Het werk bestaat uit vier dansen, die zonder onderbreking gespeeld moeten worden:
- Whispering (een prelude, waarin alleen een klarinet en viool te horen zijn), dat over gaat in
- Rocking (met een trage wals met zachte percussie zoals vibrafoon), dat over gaat in
- Ecstatic (extatisch, een heftig en druk deel met scherp klinkende percussie zoals aambeeld), dat over gaat in
- Extravagant (finale met climax, waarna rust terugkeert met klarinet en viool uit het begin)

Het werk is geschreven voor een solistenorkest (van elk muziekinstrument, behalve percussie, is slechts een bespeler aanwezig):
- 1 dwarsfluit, 1 hobo, 1 klarinet, 1 fagot
- 1 hoorn, 1 trompet, 1 trombone
- 2 man/vrouw percussie, 1 piano
- 1 eerste viool, 1 tweede viool, 1 altviool, 1 cello, 1 contrabas